# Конян (ван Корьо)
Конян (кор. 공양, 恭讓, Gongyang, Kongyang); ім'я при народженні Ван Йо (кор. 왕요, 王瑤, Wang Yo, Wang Yo; 9 березня 1345 — 17 травня 1394) — корейський правитель, останній, тридцять четвертий володар Корьо.
Був нащадком у сьомому поколінні вана Сінджона. 1389 року після повалення Чхана був поставлений на престол придворним угрупованням Лі Соньго.
Представники партії радикальних реформаторів запропонували проголосити нову державу, Чосон, засновником якої став сам Лі Соньго. Після вбивства Чон Мончжу, останнього крупного прибічника старої династії, Коняна було повалено й держава Корьо припинила своє існування.
Коняна спочатку заслали до Вонджу, а потім — до Самчхока, де його повісили разом з двома синами.